# Städtische Straßenbahn Cöpenick
Die Städtische Straßenbahn Cöpenick (SSC) war ein Straßenbahnbetrieb in der damals noch selbstständigen Stadt Cöpenick. 1882 als Cöpenicker Pferde-Eisenbahn (CPfE) gegründet, wurde der Betrieb mit der Elektrifizierung 1903 umbenannt. Dem Ankauf der Friedrichshagener Straßenbahn im Jahr 1906 folgten in den Jahren 1907 bis 1912 Verlängerungen in die Gemeinden Mahlsdorf, Grünau und Adlershof. 1920 ging die SSC im Zuge des Groß-Berlin-Gesetzes in der Berliner Straßenbahn (BSt) auf, die bis 1925 einen Gleisanschluss an das übrige Straßenbahnnetz herstellte.

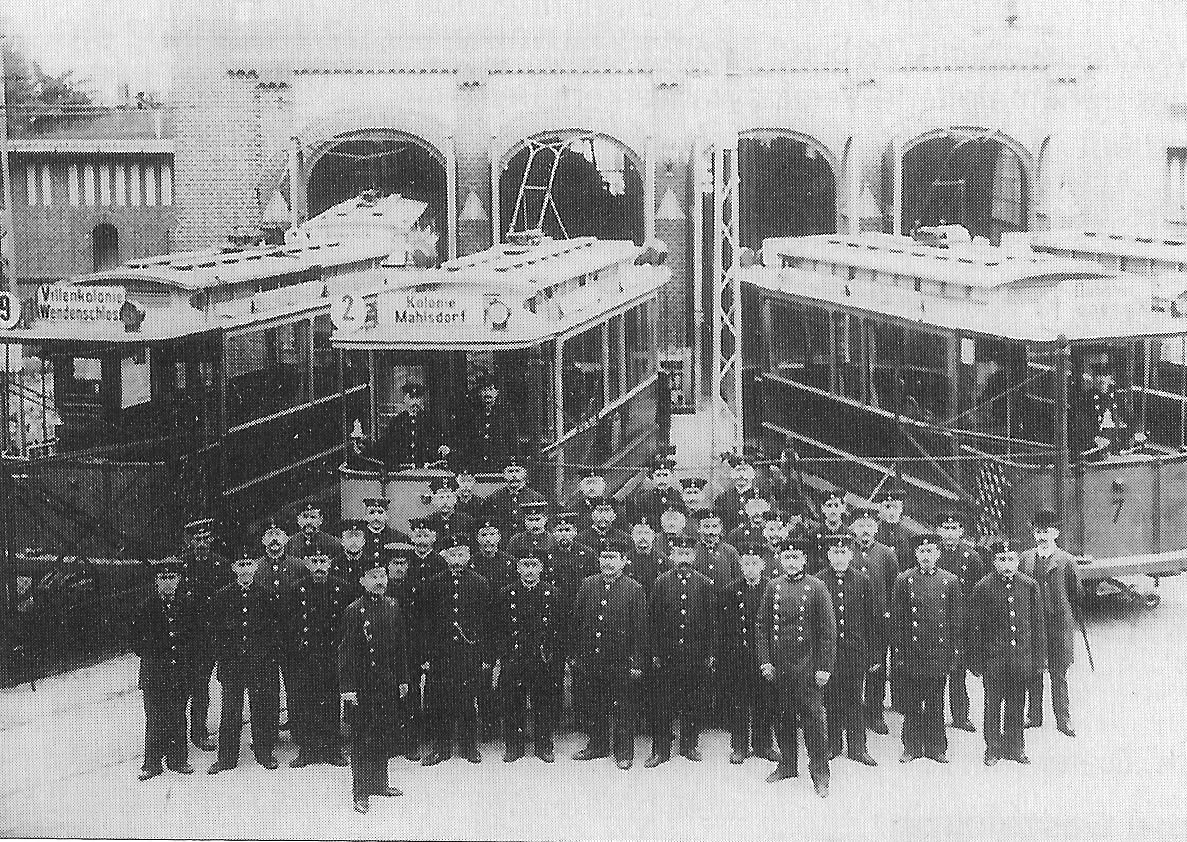
Betriebspersonal der Städtischen Straßenbahn Cöpenick mit drei Triebwagen vor dem Betriebshof, 1906

Das ehemals von der Cöpenicker Straßenbahn betriebene Netz bildet zusammen mit der Schmöckwitz–Grünauer Uferbahn sowie der 1993 stillgelegten Straßenbahn Adlershof–Altglienicke das Teilnetz Köpenick innerhalb des Berliner Straßenbahnnetzes. Der Teilnetzcharakter kommt unter anderem durch die Liniennummern im 60er Bereich, bis 1993 vor allem im 80er Bereich, zum Ausdruck. Bis auf wenige kurze Abschnitte werden zudem alle ehemals von der SSC befahrenen Strecken nach wie vor bedient.

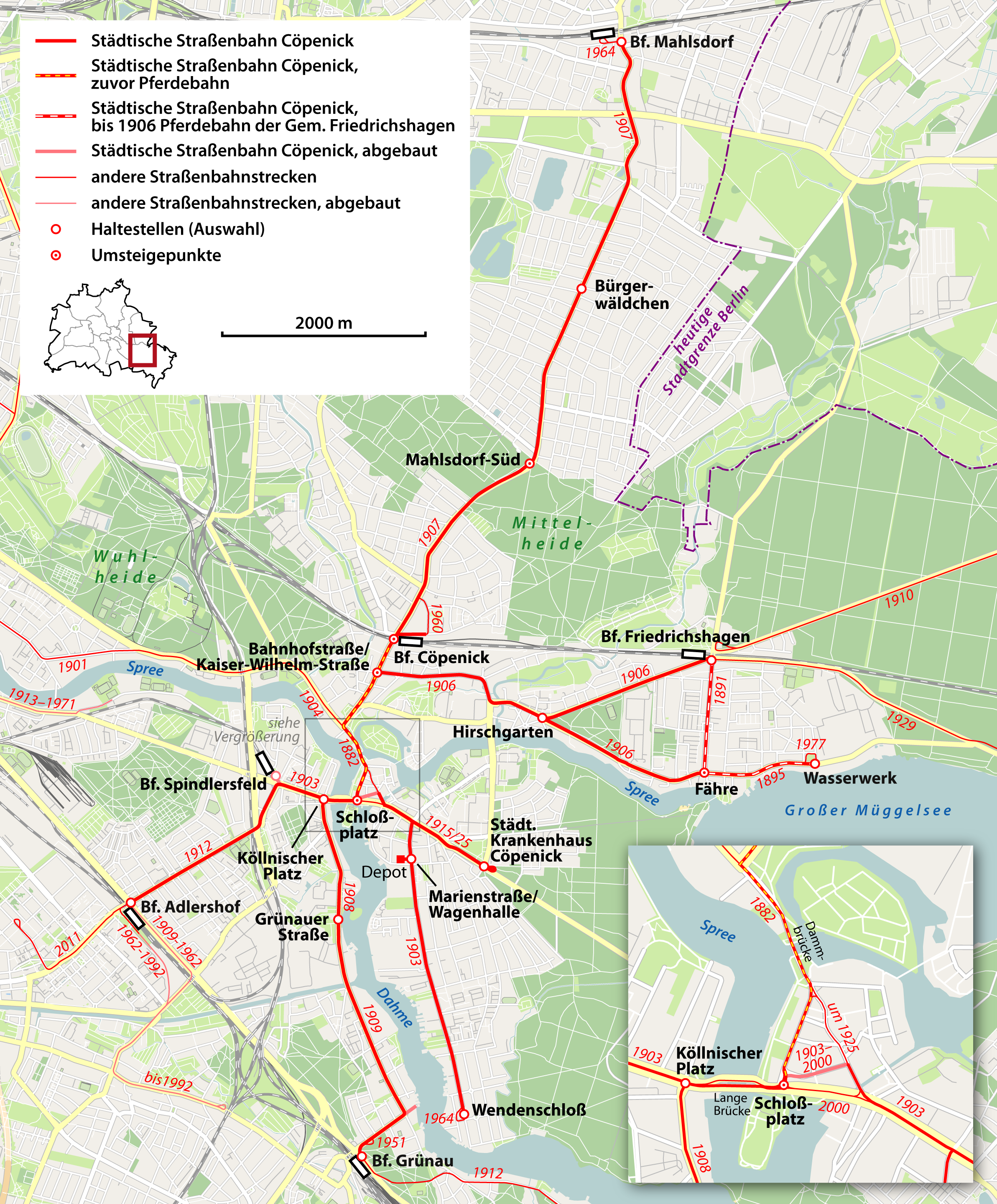
Streckennetzentwicklung der SSC mit Eröffnungs- und Stilllegungsdaten

## Geschichte

### Anfänge als Pferdebahn
Cöpenick (ab 30. Dezember 1930 Köpenick geschrieben) erhielt 1842 mit Eröffnung der Strecke Berlin–Frankfurt (Oder) der Berlin-Frankfurter Eisenbahn-Gesellschaft seinen ersten Bahnhof. Der Bahnhof Cöpenick lag fast zwei Kilometer außerhalb der am Zusammenfluss von Spree und Dahme gelegenen Stadt an einem Verbindungsweg nach Mahlsdorf. Entlang des Weges, der späteren Bahnhofstraße, entstand in der Folgezeit die Dammvorstadt. 1866 eröffnete die Berlin-Görlitzer Eisenbahn-Gesellschaft die an Adlershof und Grünau vorbeiführende Strecke Berlin–Cottbus–Görlitz, 1873 wurden die Wäscherei Spindler in die Nähe der Köllnischen Vorstadt und die damit verbundene Siedlung Spindlersfeld angelegt.
Zwischen der Stadt und den Bahnhöfen Cöpenick und Adlershof entstand somit ein Verkehrsbedürfnis, das zunächst mit Pferdeomnibussen bedient wurde. Die Abfahrtszeiten der Fuhrwerke richteten sich nach denen der Eisenbahn. Während die Verbindung vom Schloßplatz nach Adlershof als unzuverlässig beschrieben wurde, bildete die Verbindung zum Bahnhof Cöpenick die Grundlage für die spätere Pferdebahn. Der Vorortverkehr auf der Strecke von Berlin nach Cöpenick nahm so sehr zu, dass die Preußischen Staatsbahnen ab 1876 zusätzliche Vorortzüge zwischen beiden Städten verkehren ließen.
Unter den ersten Planungen für eine Straßenbahn in Cöpenick befand sich ein Projekt, das eine Pferdebahn bis zum Molkenmarkt in Berlin mit einer Gesamtlänge von rund 18 Kilometern vorsah. Die für Pferdebahnen enorme Länge wie auch die zu erwartenden hohen Kosten führten dazu, dass das Projekt wieder fallengelassen wurde.
1882 entschied sich die Stadt zur Anlage einer Pferdebahn auf der 1,8 Kilometer langen Strecke vom Schloßplatz zum Bahnhof Cöpenick als Ersatz für den bestehenden Omnibus. Den Bau übernahm die Stadt selbst, die benötigten Wagen übernahm die Cöpenicker Pferde-Eisenbahn gebraucht von der Neuen Berliner Pferdebahn (NBPf) und der Großen Berliner Pferde-Eisenbahn (GBPfE); die Gesamtkosten lagen bei 32.187 Mark (umgerechnet und inflationsbereinigt ca. 290.000 Euro). Den Betrieb auf der Pferdebahn verpachtete die Stadt zunächst an den Fuhrunternehmer Oskar Weber, ab 1884 übernahm der Fuhrunternehmer August Neuendorf gegen eine jährliche Gebühr in Höhe von 1500 Mark den Betrieb.
Am 18. Oktober 1882 wurde die Cöpenicker Pferdebahn eröffnet. Für die Strecke vom Bahnhof am heutigen Elcknerplatz über die noch hölzerne Dammbrücke bis zum Schloßplatz benötigte die Bahn 17 Minuten. Die Abfahrtszeiten richteten sich wie schon zuvor beim Omnibus nach denen der Vorortzüge, 16 Fahrten führte die Cöpenicker Pferde-Eisenbahn täglich durch.
Der Ersatz der Dammbrücke durch eine steinerne Konstruktion 1892 ermöglichte ein Verdichten des Fahrplanangebots auf 31 Fahrten pro Tag, da die Wartezeiten vor der alten Zugbrücke nun entfielen. 1895 wurde daher die Strecke zweigleisig ausgebaut. Im gleichen Jahr überließ die Stadt die Betriebsführung der Bahn der Firma Vering & Waechter, vermutlich verpachtete sie diese weiter an Neuendorf. Bis 1902 stieg die Anzahl der täglichen Fahrten auf 52 an.

### Elektrifizierung und erster Netzausbau

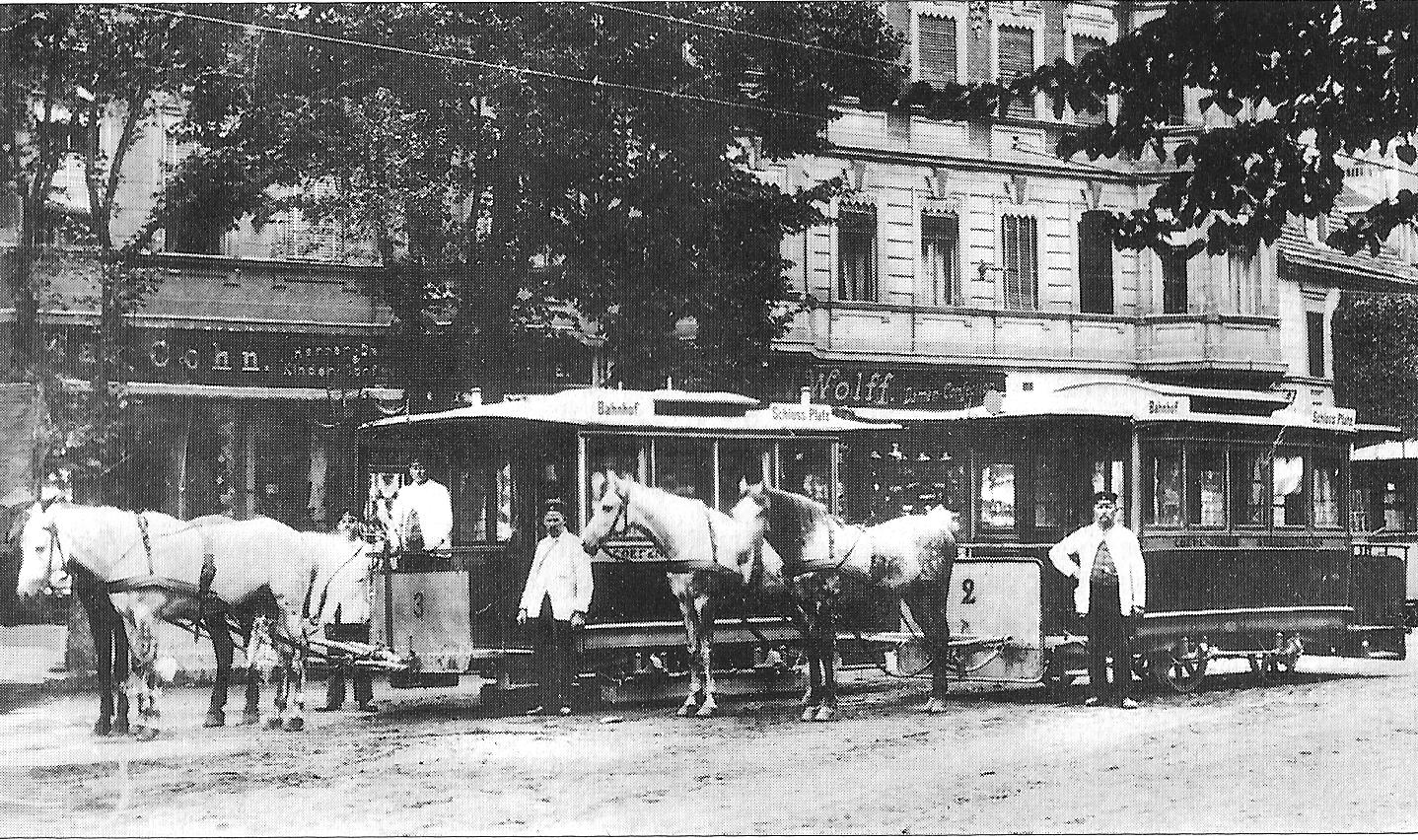
Wagen 2 und 3 der Pferdebahn stehen im August 1903 am Bahnhof Cöpenick bereit – die Oberleitung hängt bereits

Der steigende Verkehr auf der Bahn führte die Pferdebahn an ihre Belastungsgrenze, so dass zur Jahrhundertwende Forderungen nach der Elektrifizierung aufkamen. Vor allem die Eröffnung der von den Berliner Ostbahnen betriebenen Linie I vom Bahnhof Niederschöneweide-Johannisthal nach Sadowa (in Höhe der heutigen Alten Försterei) an der Grenze zu Cöpenick am 15. Dezember 1901 soll letztlich zum Elektrifizierungsbeschluss geführt haben.
Die vorhandene Strecke wurde um rund zwei Kilometer vom Schloßplatz über die Grünstraße, Kietzer Straße und Müggelheimer Straße bis zur Marienstraße (heute Wendenschloßstraße) verlängert, wo die Stadt einen neuen Betriebshof errichten ließ. Die elektrische Ausrüstung übernahm die Allgemeine Electrizitäts-Gesellschaft (AEG), die die Bahn für den Oberleitungsbetrieb mit Lyrabügeln ausrüstete. Mit der Eröffnung des elektrischen Betriebs am 11. August 1903 erfolgte die Umbenennung in Städtische Straßenbahn Cöpenick. Da die Stadt auch die Betriebsführung übernahm, richtete der Magistrat von Cöpenick hierfür eine Straßenbahnkommission ein.
| Linie | Verlauf                                                                                                  | Wagenfolge (in min) | Länge (in km) |
| ----- | --- | ------------------- | ------------- |
| Grün  | Bf Cöpenick – Schloßplatz – Marienstraße Ecke Charlottenstraße (– Wendenschloß)                          | 15–20 (60)          | 5,5           |
| Rot   | Bf Cöpenick – Schloßplatz – Köllnischer Platz – Bf Spindlersfeld                                         | 30                  | 4,7           |
| Weiß  | Bf Spindlersfeld – Köllnischer Platz – Schloßplatz – Marienstraße Ecke Charlottenstraße (– Wendenschloß) | 60 (9× tgl.)        | 3,5           |

Bis Ende 1903 folgten zwei weitere Streckeneröffnungen. Am 2. Oktober 1903 gingen eine Stichstrecke vom Schloßplatz über Lange Brücke, Köllnischer Platz und Berliner Straße zum Bahnhof Spindlersfeld sowie vom Betriebshof über die Marienstraße zum Ortsrand von Wendenschloß in Höhe der Eichhornstraße (heute Lienhardweg) in Betrieb. Letztere wurde am 28. Dezember 1903 entlang der Rückertstraße (heute Wendenschloßstraße) zur Schillerstraße (heute Ekhofstraße) verlängert. Das Netz der Cöpenicker Straßenbahn vergrößerte sich damit auf eine Streckenlänge von 6,85 Kilometern. Es verkehrten zunächst drei Linien, deren Kennzeichnung mittels farbiger Signaltafeln erfolgte. Treffpunkt aller Linien war der Schloßplatz.
Am 4. Dezember 1904 verlängerten die Berliner Ostbahnen ihre Linie I um wenige hundert Meter bis zur Kreuzung Bahnhofstraße Ecke Lindenstraße. Eine Gleisverbindung zur Cöpenicker Straßenbahn bestand nicht.

### Anschluss nach Friedrichshagen und zweiter Netzausbau
1906 erwarb die Stadt Cöpenick die 1891 eröffnete Pferdebahn der Gemeinde Friedrichshagen. Bis zum Ende des Jahres erfolgte die Elektrifizierung und Umspurung der Bahn auf Normalspur sowie die Verbindung beider Netze. Die neue Verbindungsstrecke begann an der Kreuzung Bahnhofstraße Ecke Kaiser-Wilhelm-Straße (heute Seelenbinderstraße) und lief weiter über Bellevuestraße und Berliner Straße zum Hirschgarten. Dort verzweigte sie sich in einen Nordast zum Bahnhof Friedrichshagen und einen Südast bis zur Haltestelle Fähre am südlichen Ende der Friedrichstraße (heute Bölschestraße). Am 16. Dezember 1906 nahm die elektrische Straßenbahn in Friedrichshagen ihren Betrieb auf, sechs Tage später ging die Verbindung nach Cöpenick in Betrieb. Für den Betrieb entrichtete die Stadt Cöpenick jährlich einen Beitrag in Höhe von 2000 Mark (ab 1912 3000 Mark) an die Gemeinde Friedrichshagen.

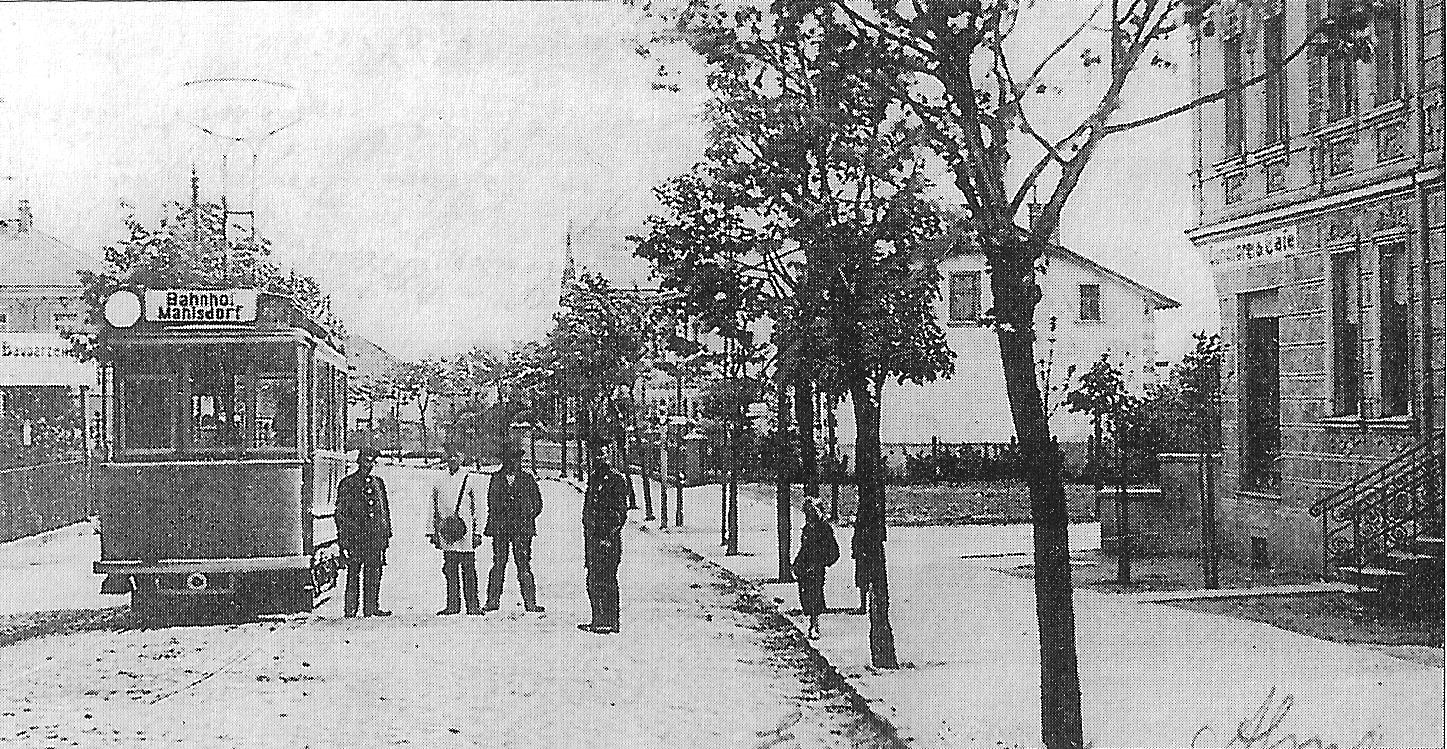
Seit 1907 fährt die Straßenbahn nach Mahlsdorf

Mit der Ausdehnung nach Friedrichshagen führte die SSC auf ihren Linien Nummern zur Kennzeichnung ein. Die bestehenden drei Linien behielten parallel dazu noch eine Zeit ihre farbigen Signaltafeln. Neu eingerichtet wurden die Linie 4 in Nachfolge der Friedrichshagener Straßenbahn vom Bahnhof Friedrichshagen zum Wasserwerk, die Einsetzlinie 5 vom Bahnhof Friedrichshagen zum Bahnhof Cöpenick sowie die Linien 6 und 7, die vom Betriebshof beziehungsweise Bahnhof Spindlersfeld aus kommend zum Bahnhof Friedrichshagen führten. Mit Ausnahme der Linie 4 wurden die Linien innerhalb von Friedrichshagen als Schleifenfahrt geführt. Die Linie 5 wurde wegen des Parallelverkehrs zu den Vorortzügen 1907 eingestellt.
Am 10. Mai 1907 ging die eingleisige Strecke in Verlängerung der Bahnhofstraße ab Bahnhof Cöpenick über die Mahlsdorfer Straße, Cöpenicker Allee (heute Hultschiner Damm), Cöpenicker Straße und Bahnhofstraße (beide heute Hönower Straße) zum Bahnhof Mahlsdorf an der Ostbahn in Betrieb. Das Cöpenicker Stadtparlament beschloss zwar den Bau der Bahn, viele Cöpenicker Bürger verschmähten diese jedoch als „unrentable Wüstenbahn“. Die SSC bediente die 6,7 Kilometer lange Strecke zunächst nicht durchgehend, die Linie 2 wurde vom Bahnhof Cöpenick bis Mahlsdorf-Süd, Hubertus verlängert, von wo aus die Pendellinie 8 den weiteren Abschnitt bediente. Am 1. Oktober 1907 übernahm die Linie 1 die Aufgaben der Linie 8. Die von der Linie 3 gebotene Verbindung zwischen Wendenschloß und Spindlersfeld wurde zur gleichen Zeit mangels Nachfrage auf einen sonntäglichen Stundentakt ausgedünnt; für die Arbeiter des damals größten deutschen Wäschereibetriebes W. Spindler verkehrte tagsüber ein gesonderter Wagen zwischen Spindlersfeld und dem Depot. Ab dem 11. Juli 1909 beschränkte sich der sonntägliche Einsatz der Linie auf die Nachmittage.

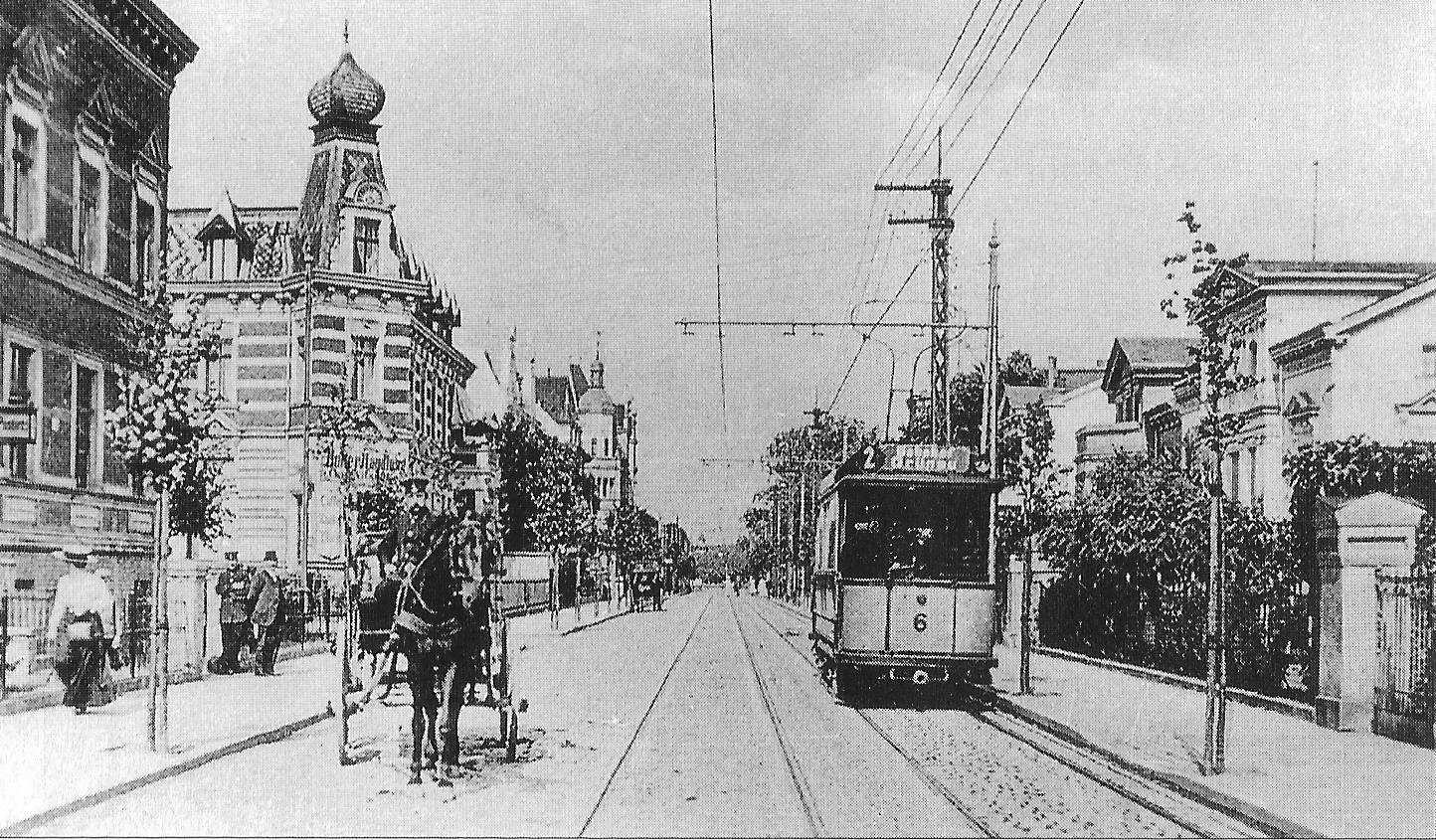
Triebwagen 6 im Jahr 1909 in der Wilhelmstraße (heute Wassersportallee) in Grünau

Am 4. November 1908 ging der Streckenabschnitt vom Köllnischen Platz über die Grünauer Straße zur Cöpenicker Stadtgrenze in Höhe der Pestalozzistraße in Betrieb. Die Strecke wurde am 11. Juni 1909 über die Cöpenicker Straße (heute Regattastraße) und Wilhelmstraße (heute Wassersportallee) zum Bahnhof Grünau (Mark) verlängert. Die Bedienung übernahm die Linie 2. Am 20. Juni um eine kurze Stichstrecke in der Wilhelmstraße bis zur Fähre nach Wendenschloß verlängert. Sonntags fuhr eine Pendellinie zwischen Bahnhof Grünau und der Fähre, für die bis zur Einstellung im August 1914 gesonderte Fahrscheine ausgegeben wurden. Die Endhaltestelle befand sich zunächst auf der südlichen Straßenseite des Adlergestells am Bahnhofsgebäude und wurde am 20. Dezember 1911 in die Wilhelmstraße zurückverlegt. Die alten Anlagen übernahm die im Bau befindliche Schmöckwitz–Grünauer Uferbahn, eine Gleisverbindung zwischen beiden Strecken bestand nicht. Ab dem 1. Juli 1909 verkehrte zusätzlich zwischen Bahnhof Cöpenick und Grünauer Straße eine Verstärkerlinie 8. Den Abschnitt zwischen Mahlsdorf-Süd und Bahnhof Cöpenick übernahm seit dem 15. Juni 1909 eine neu eingerichtete Linie 5 zum Hirschgarten. Bereits am 1. August 1909 wurden beide Linien zur Linie 5 (Mahlsdorf-Süd – Grünauer Straße) vereint. Ab dem 6. April 1912 übernahm die Linie 2 dann die Bedienung nach Mahlsdorf-Süd, die Linie 5 blieb als werktags verkehrende Pendellinie zwischen Bahnhof Cöpenick und Mahlsdorf-Süd bestehen.
Auf der Linie 1, die seit 1908 unverändert im Halbstundentakt verkehrte, kam es ab Sommer 1909 zur Einrichtung einer Verstärkerlinie 10 zwischen Bahnhof Cöpenick und dem Depot beziehungsweise Wendenschloß.
Im März 1910 führten die SSC erneut farbige Signaltafeln sowie farbige Richtungsschilder ein.
Die letzte Streckenverlängerung unter Regie der SSC ging am 29. September 1912 in Betrieb. 1906 schlossen die Stadt Cöpenick und die Gemeinde Adlershof einen Vertrag über den Bau und Betrieb einer Straßenbahn zwischen beiden Orten ab. Da die Bahn auch forstfiskalisches Gebiet berührte, mussten zusätzliche Verhandlungen geführt werden. Die Eröffnung verzögerte sich abermals, da sich die Auslieferung der Schienen verzögerte. Adlershof war drei Jahre vor dem Anschluss nach Cöpenick seit dem 5. Juni 1909 mit einer Linie der Teltower Kreisbahnen mit Altglienicke verbunden. Am 19. Dezember 1912 wurden beide Strecken miteinander verbunden, so dass die Wagen der Teltower Kreisbahnen im Cöpenicker Depot gewartet werden konnten. Die Bedienung übernahm die Linie 5, die werktags bis Mahlsdorf-Süd und sonntags bis zum Bahnhof Cöpenick fuhr.
Die Streckenlänge des Cöpenicker Straßenbahnnetzes betrug somit 27,4 Kilometer.
Ab dem 1. Oktober 1913 endete jeder zweite Wagen der Linie 2 im Spätverkehr an der Grünauer Straße, diese Wagen führte die SSC als Linie 8. Zweieinhalb Monate später verschwand die Linie wieder aus dem Schema.

### Zweckverband und Erster Weltkrieg
| Linie | Signaltafel | Verlauf | Wagenfolge (in min) | Länge (in km) |
| ----- | ----------- | --- | ------------------- | ------------- |
| 1     | Weiß        | Bf Mahlsdorf – Mahlsdorf-Süd, Hubertus – Bf Cöpenick – Schloßplatz – Marienstraße Ecke Charlottenstraße – Wendenschloß | 30                  | 12,2          |
| 2     | Grün        | Bf Cöpenick – Schloßplatz – Köllnischer Platz – Grünauer Straße – Bf Grünau                                            | 30                  |               |
| 5     | Weiß/Rot    | Mahlsdorf-Süd, Hubertus – Bf Cöpenick – Schloßplatz – Köllnischer Platz – Bf Adlershof                                 | 30                  |               |
| 6     | Rot         | Marienstraße, Ecke Charlottenstraße – Schloßplatz – Bf Friedrichshagen                                                 | 60                  |               |
| 7     | Rot         | Bf Spindlersfeld – Köllnischer Platz – Schloßplatz – Bf Friedrichshagen                                                | 60                  |               |
| 10    | Weiß        | Bf Cöpenick – Schloßplatz – Marienstraße Ecke Charlottenstraße (– Wendenschloß)                                        | 30                  | 05,5          |

Am 1. April 1912 nahm der Verband Groß-Berlin seine Arbeit auf, infolgedessen gingen die zwischen der Stadt Cöpenick und den umliegenden Gemeinden abgeschlossenen Verträge auf diesen über. Die zu dieser Zeit laufenden Verhandlungen zur Übernahme der Adlershof-Altglienicker Straßenbahn durch die SSC sowie der Verlängerung der Linie I der Berliner Ostbahnen zum Schloßplatz wurden vorerst vom Verband gestoppt. Weitere Vorhaben wie die Verlängerung der Straßenbahn von Altglienicke über Falkenberg zum Bahnhof Grünau mit Anschluss an das Cöpenicker Netz kamen aber über die Planungen hinaus.
Mit Beginn des Ersten Weltkrieges kam es zu ersten Einschränkungen im Linienbetrieb. Die Verkehrsleistung ging zunächst merklich zurück, gleichzeitig sank die Zahl der Beschäftigten; über die Hälfte des SSC-Personals wurde eingezogen.
Mit der Ausweitung der Rüstungsproduktion ab 1915 stieg die Nachfrage erneut an. Um den Personalmangel zu beheben, stellte die SSC vermehrt Frauen als Schaffner ein. Die Fahrgastzahlen stiegen bis 1917 auf einen Höchststand von annähernd 10,5 Millionen Fahrgästen an. Für das 1913 eröffnete Städtische Krankenhaus Cöpenick ging 1915 eine Betriebsstrecke entlang der Müggelheimer Straße in Betrieb. Der Abschnitt war vermutlich Bestandteil einer von der Stadt geplanten Kleinbahn von Spindlersfeld über Müggelheim und Neu Zittau nach Storkow. Die Beiwagen 21 bis 23 wurden zu Lazarettwagen umgerüstet. Sie dienten bis Kriegsende zur Beförderung Verwundeter und dem Transport von Gepäck.
| Jahr¹ | Strecken- länge (in km) | Gleis- länge (in km) | Bef. Pers. (in Tsd.) | Wagen-km (in Tsd.) | Bef. Pers./ Wagen-km |
| --- | ----------------------- | -------------------- | -------------------- | ------------------ | -------------------- |
| 1903/04 | 06,50                   | 13,65                | 0524,5               | 0148,1             | 3,54                 |
| 1904/05 | 06,55                   | 13,65                | 1313,2               | 0340,5             | 3,86                 |
| 1905/06 | 06,55                   | 13,65                | 1575,9               | 0356,5             | 4,42                 |
| 1906/07 | 14,46                   | ?                    | 2120,0               | 0580,9             | 3,65                 |
| 1907/08 | 21,16                   | 34,14                | 3369,7               | 0954,2             | 3,53                 |
| 1908/09 | 22,58                   | 35,71                | 3712,0               | 1021,0             | 3,64                 |
| 1909/10 | 25,38                   | 39,51                | 4310,0               | 1206,8             | 3,57                 |
| 1910/11 | 25,38                   | 39,51                | 4685,4               | 1263,8             | 3,71                 |
| 1911/12 | 25,43                   | 41,51                | 5348,8               | 1247,0             | 4,29                 |
| 1912/13 | 27,39                   | 45,79                | 5703,2               | 1601,1             | 3,56                 |
| 1913/14 | 27,39                   | 45,79                | 6308,7               | 1772,2             | 3,56                 |
| 1914/15 | 27,39                   | 45,79                | 5351,9               | 1446,2             | 3,70                 |
| ¹ Das Geschäftsjahr ging vom 1. April bis zum 31. März des Folgejahres. Für 1903/04 ist der Zeitraum ab 11. August 1903 angegeben. |                         |                      |                      |                    |                      |

Verschiedene Behörden drängten die Stadt wegen des Personal- und Kohlemangels zur Einschränkung des Betriebs. Mit Ausnahme der 1914 eingestellten Linie 3 und der Verbindung zur Fähre nach Wendenschloß konnten fast sämtliche Strecken nach wie vor bedient werden. Lediglich die Linie 4 zum Wasserwerk war angesichts ihrer kurzen Länge wiederholt von Einsparungen betroffen. Vom 16. bis zum 19. Januar 1918 kam der Verkehr von und nach Friedrichshagen wegen starker Schneefälle und der Vereisung der Strecke zum Erliegen. Während die Linien 6 und 7 nach Behebung der Schäden wieder fuhren, blieb die Linie 4 bis zum 6. Februar 1918 wegen Kohlemangels eingestellt.

### Übernahme durch die Berliner Straßenbahn
1918 schlossen der Verband Groß-Berlin und die Stadt Cöpenick einen Vertrag ab, der dem Verband den Erwerb der Straßenbahn zusicherte. Die Stadt ihrerseits verpflichtete sich, die eingleisigen Strecken bei etwaigem Bedarf zweigleisig auszubauen.
Am 1. Oktober 1920 trat das am 27. April vom Preußischen Landtag beschlossene Groß-Berlin-Gesetz in Kraft. Die Stadt Cöpenick, die mit den umliegenden Gemeinden nach Berlin eingemeindet wurde, bildete nun den Mittelpunkt des neuen Verwaltungsbezirks Cöpenick. Mahlsdorf kam als Ortsteil zum Bezirk Lichtenberg. Die Städtische Straßenbahn ging damit in den Besitz der Stadt Berlin über und wurde im Dezember 1920 von der Berliner Straßenbahn übernommen.
Die Liniennummern wurden bis zum 1. Juli 1921 beibehalten, auf den Fahrscheinen war zur Unterscheidung die Bezeichnung Cöp 1, Cöp 2 etc. angegeben. Anstelle der Linie 1 trat die Linie 183, aus der 2 wurde die 86, die 4 verkehrte weiter als Linie 85 und die Linien 5 bis 7 wurden zur Linie 84 vereint, mit Laufweg von Bahnhof Friedrichshagen über Bahnhof Adlershof nach Altglienicke Kirche, unter Einbeziehung der Linie der ehemaligen Teltower Kreisbahnen. Die zu dieser Zeit voranschreitende Inflation führte zur drastischen Steigerung sowohl der Fahrpreise als auch der Kosten. Die Berliner Straßenbahn erwog daher im Oktober 1922 den Betrieb in Cöpenick sowie in weiteren Vororten komplett einzustellen.
Am 1. Dezember 1922 erhielten die Linien 183 und 184 die Nummern 83 beziehungsweise 84, die Linie 85 wurde am gleichen Tag eingestellt. Der Streckenast zum Wasserwerk Friedrichshagen blieb bis 1923 ohne Verkehr.

### Weitere Netzentwicklung
Bis etwa 1922 wurde der Betrieb auf Oberleitung mit Rollenstromabnehmern umgestellt, um das System dem der früheren Großen Berliner Straßenbahn anzugleichen, deren Strecken den Großteil des Berliner Straßenbahnnetzes ausmachten.
Ab dem 5. März 1925 fuhr die Linie 87 ab Bahnhof Cöpenick regulär bis zum Krankenhaus Cöpenick. Am 31. Mai 1925 erfolgte die Verknüpfung mit dem übrigen Berliner Straßenbahnnetz und der Zusammenschluss mit dem ebenfalls als Linie 87 bezeichneten westlichen Linienteil bis zur Kreuzung Behrenstraße Ecke Markgrafenstraße im Bezirk Mitte. Am Bahnhof Grünau entstand im gleichen Jahr eine Gleisverbindung zur Schmöckwitz-Grünauer Uferbahn. Die Berliner Straßenbahn vereinigte die Linie 86 mit der Anschlusslinie 186 nach Schmöckwitz am 15. Mai 1926.
Zur Entlastung des eingleisigen Abschnitts in der Grünstraße zwischen Schloßplatz und Kietzer Straße ging etwa zu dieser Zeit eine Umfahrung über die nördliche Kietzer Straße und Kirchstraße zur Schloßstraße (heute Alt-Köpenick) in Betrieb. Die Linien in Richtung Lindenstraße nutzten fortan diesen Streckenabschnitt, die Linien zum Schloßplatz nahmen weiterhin die alte Strecke über die Schloßstraße. Das zweite Gleis in der Schloßstraße blieb zunächst noch bestehen und wurde später ausgebaut.
Zum Abschluss der Streckenneubauten entstand die Straßenbahn vom Bahnhof Friedrichshagen nach Rahnsdorf. Weitere Projekte, darunter die Verlängerung vom Wasserwerk Friedrichshagen über Rahnsdorf nach Erkner, vom Krankenhaus nach Müggelheim als auch die Übernahme der seit 1910 bestehenden Straßenbahn Schöneiche–Kalkberge kamen nicht zustande.
Die jüngste Erweiterung im Raum Köpenick war die Verlängerung der Straßenbahn vom S-Bahnhof Adlershof in die Wissenschaftsstadt Adlershof (Karl-Ziegler-Straße) am 4. September 2011, die Fortsetzung in Richtung S-Bahnhof Schöneweide erfolgte am 30. Oktober 2021. Eine weitere Planung sieht die Verlegung der Straßenbahn aus dem Müggelheimer Damm in die Pablo-Neruda-Straße vor, dadurch soll das Salvador-Allende-Viertel als auch das Krankenhaus einen besseren Anschluss an den Öffentlichen Personennahverkehr erhalten. Die Anwohner stehen einer Erweiterung kritisch gegenüber, da sie eine höhere Lärmbelästigung durch die Straßenbahn befürchten. Der Berliner Senat stoppte das Vorhaben im Juli 2001.
Die meisten der Köpenicker Linien fahren heute noch auf ihren angestammten Routen, wenngleich unter einer anderen Liniennummer. Seit der Netzreform im Mai 1993 haben die Linien Nummern im 60er Bereich erhalten, die letzte größere Umstellung erfolgte im Dezember 2004. Die Linie 62, ehemals 83 verkehrt so seit 1908 zwischen Wendenschloß und Bahnhof Mahlsdorf, sie ist somit die Berliner Straßenbahnlinie mit dem ältesten unveränderten Linienlauf.

## Infrastruktur

### Streckennetz

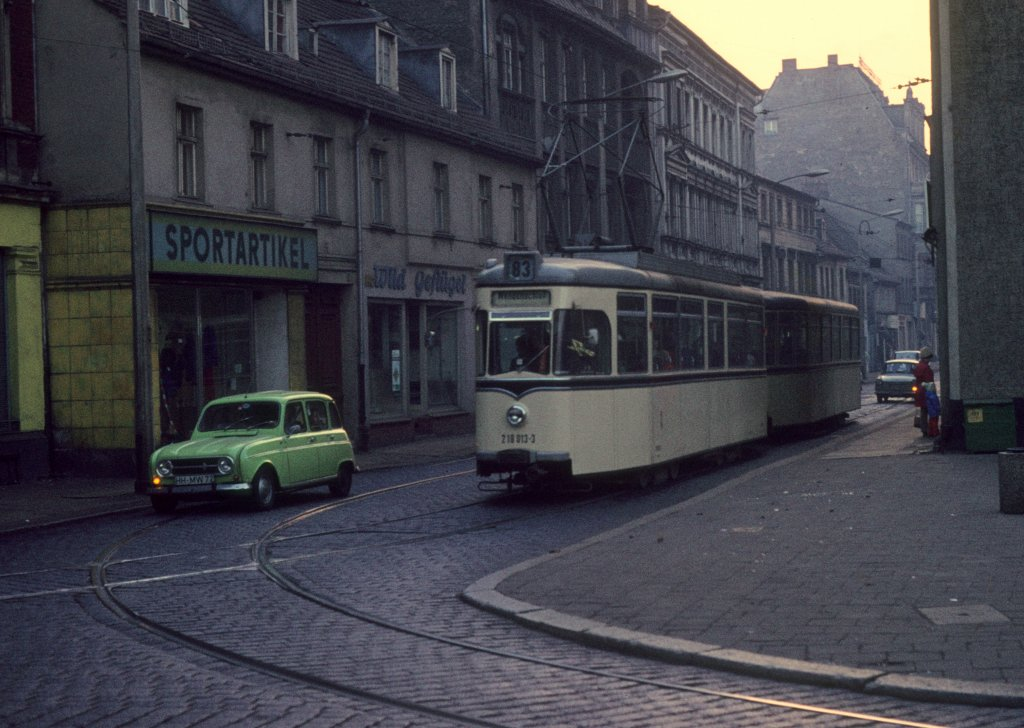
Links einordnen, rechts abbiegen – Gleisanordnung in der Grünstraße, 1973

Entsprechend der ländlichen Besiedlung des Straßenbahneinzugsgebietes waren die Strecken vorwiegend eingleisig. Sie verliefen entweder gepflastert im Straßenplanum oder, wo es der Platz erlaubte, in Straßenrandlage. Auf einigen Außenstrecken, etwa nach Mahlsdorf, waren die genutzten Wege noch unbefestigt.
Die 1882 eröffnete Pferdebahnstrecke war anfangs eingleisig und erhielt 1895 ihr zweites Gleis. Die 1903 eröffneten Strecken nach Wendenschloß und Spindlersfeld waren mit Ausnahme eines kurzen Abschnittes in der Grünstraße und Kietzer Straße von Beginn an zweigleisig. Gleiches galt für die 1906 eröffneten Verbindungsstrecken nach Friedrichshagen. Die Straßenbahn in der Friedrichshagener Friedrichstraße war bis 1894 eingleisig, die im Folgejahr in Betrieb genommene Verlängerung zum Wasserwerk ist es bis heute.
Die Strecke nach Mahlsdorf hatte zur Eröffnung vier Ausweichen, 1912 baute die SSC den Abschnitt bis Hubertus auf zwei Gleise aus. Etwa zu dieser Zeit ging die heute noch bestehende Wendeschleife Mahlsdorf-Süd in Betrieb.
Die Grünauer Strecke war ebenso überwiegend eingleisig, ein längerer zweigleisiger Abschnitt befand sich hier in der Wilhelmstraße. 1975 baute die BVB die Strecke durchgehend zweigleisig aus; in der Kurve zwischen Wassersportallee und Regattastraße entstand wegen der ungünstigen Kurvenradien eine Gleisverschlingung, die 1989 beseitigt wurde.
Die Strecke nach Adlershof weist einen längeren eingleisigen Abschnitt innerhalb der heutigen Dörpfeldstraße aus, sie ist ansonsten zweigleisig. Die Gleise liegen im Nordostabschnitt der Dörpfeldstraße zwischen Waldstraße und der Grenze zu Köpenick beidseitig der Fahrbahn.
Die Straßenbahn zum Krankenhaus war von Beginn an zweigleisig. Die 1929 eröffnete Straßenbahnstrecke nach Rahnsdorf erhielt 1985 das zweite Gleis.
Zur Entlastung des eingleisigen Abschnittes in der Grünstraße ging um 1925 die Altstadtschleife in Betrieb, Züge von der Bahnhofstraße zum Schloßplatz nutzen seitdem die alte Führung der Gleise am Rathaus Köpenick vorbei, Züge der Gegenrichtung die neuen Gleise über Kirchstraße. Nördlich der St.-Laurentius-Stadtkirche sind beide Gleise miteinander verbunden, so dass ein Linienbetrieb in allen Richtungen erfolgen könnte. In der Grünstraße ergab sich wegen der beengten Platzverhältnisse eine ungewöhnliche Gleisanordnung,  bei der das in Richtung Müggelheimer Straße führende Gleis zunächst links abzweigt und dann rechts abbiegt, das Gleis in Richtung Kirchstraße entsprechend umgekehrt.
Am 28. November 2000 ging ein Streckengleis in der Müggelheimer Straße in Betrieb, deren Ausbau in den 1980er Jahren bis zum Schloßplatz erfolgte. Das Streckengleis in der Grünstraße ging am gleichen Tag außer Betrieb. Mittelfristig ist der Einbau eines zweiten Gleises in Gegenrichtung vorgesehen, wodurch ein direkter Verkehr von der Müggelheimer Straße in Richtung Adlershof und Grünau ohne Umweg durch die Köpenicker Altstadt ermöglicht würde.
Für die an den Bahnhöfen Köpenick beziehungsweise Spindlersfeld endenden Wagen bestanden Wendeanlagen in der Dahlwitzer Straße (heute Stellingdamm) sowie in der heutigen Ernst-Grube-Straße. Letztere ließ die Berliner Straßenbahn nach 1920 ausbauen, die Kehranlage im Stellingdamm baute die BVG-Ost im September 1960 zu einer Blockumfahrung entlang der Hirtestraße zur Mahlsdorfer Straße aus.

### Betriebshof

#### Pferdebahn
Das erste Depot der Cöpenicker Straßenbahn lag unweit des Schloßplatzes in der Rudower Straße unmittelbar vor der Langen Brücke. Die zweigleisige Halle war in Holzfachwerkbauweise errichtet. Die Cöpenicker Straßenbahn nutzte den Bau bis kurz vor Abschluss der Elektrifizierungsarbeiten 1903, da die Strecke nach Spindlersfeld die Zufahrt blockierte. Die Pferdebahnwagen waren in diesem Zeitraum in der Grünstraße abgestellt. Nach 1903 erwarb das Krankenhaus Cöpenick das Gebäude und veranlasste die Umsetzung des Gebäudes in die Rudower Straße. Nach dem Umzug des Krankenhauses in die Kämmereiheide im Jahr 1913 befand sich auf dem Grundstück eine Mädchenschule.
Die Pferde waren beim jeweiligen Pächter untergebracht.

#### Elektrischer Betrieb

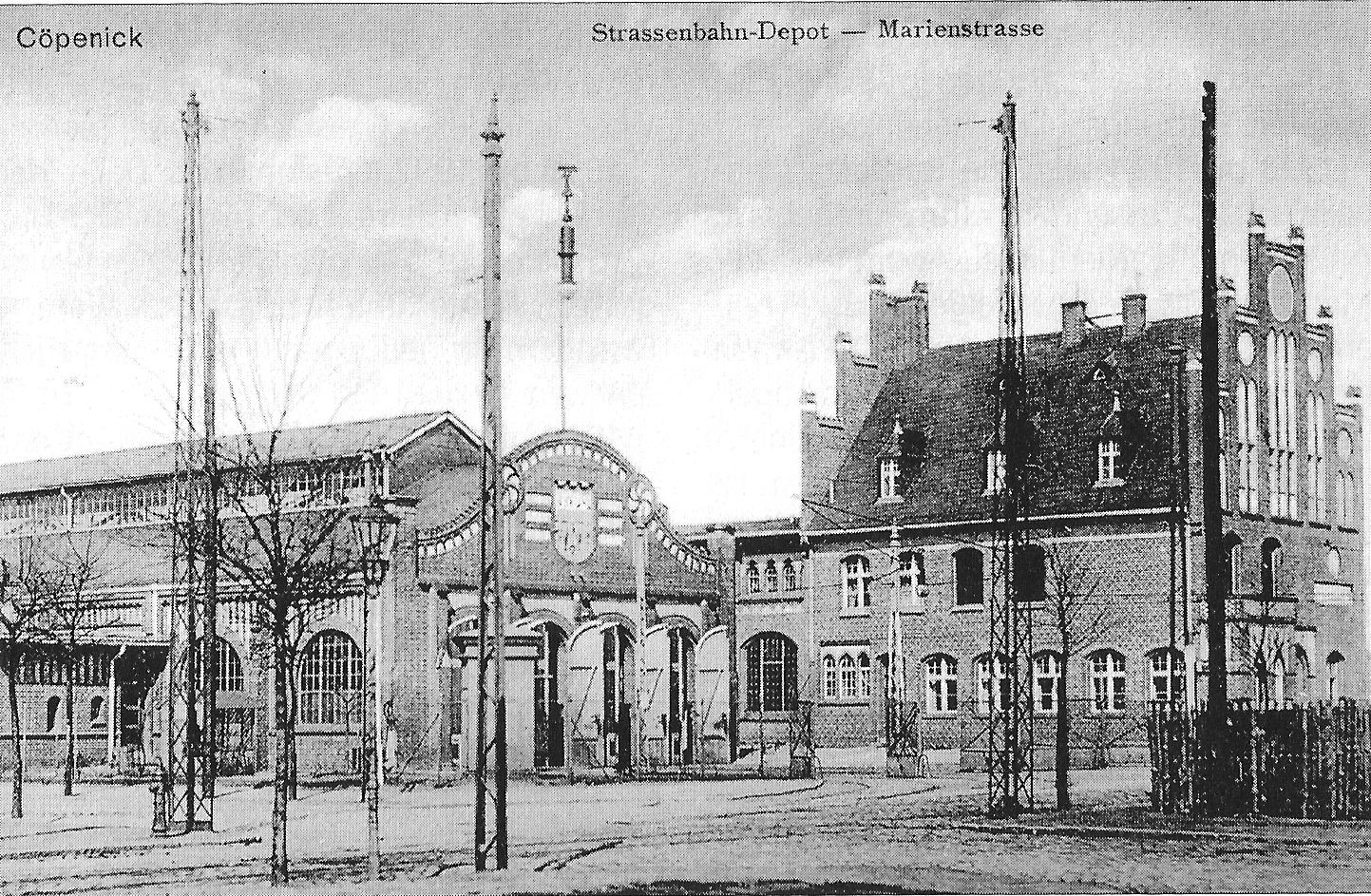
Straßenbahnhof Cöpenick im Jahr 1908

Für den elektrischen Betrieb entstand 1903 in der Marienstraße ein neuer Straßenbahnhof nach Plänen von Hugo Kinzer. Das Gelände an der Marienstraße 50–52 (heute Wendenschloßstraße 138) befand sich seit 1877 im Besitz der Stadt und gehörte zuvor der Charité. In Betrieb ging zunächst eine viergleisige Wagenhalle für 20 Wagen, darauf folgte 1904 ein Verwaltungsbau und 1906 eine zweigleisige Halle im hinteren Teil des Betriebshofes. 1910 wurde neben dieser eine große zweischiffige Wagenhalle mit zwölf Gleisen für 80 Wagen errichtet und die alte Wagenhalle diente fortan als Montagehalle. Mit der Übernahme durch die BSt wurde das Depot als Hof 26 weitergeführt, ab 1935 führte die BVG das noch heute gültige Kürzel Köp für den Betriebshof ein. In den 1970er Jahren sollte der Hof zusammen mit dem Betriebshof Nalepastraße geschlossen und dafür ein Ersatz in der Straße An der Wuhlheide errichtet werden, da dort genügend Freiflächen für Erweiterungen bestanden. Mit Errichtung der Neubaugebiete in Hohenschönhausen, Hellersdorf und Marzahn Ende der 1970er bzw. Anfang der 1980er Jahre, kam es jedoch zu einer Verlagerung des Verkehrs in diese Gebiete, wodurch die Pläne zu Gunsten eines Betriebshofes in Marzahn aufgegeben wurden.
In den 1990er Jahren erfolgte die denkmalgerechte Sanierung des Baus.
Im Betriebshof Köpenick sind nach wie vor die meisten der in Köpenick fahrenden Wagen beheimatet.

### Stromversorgung und -entnahme

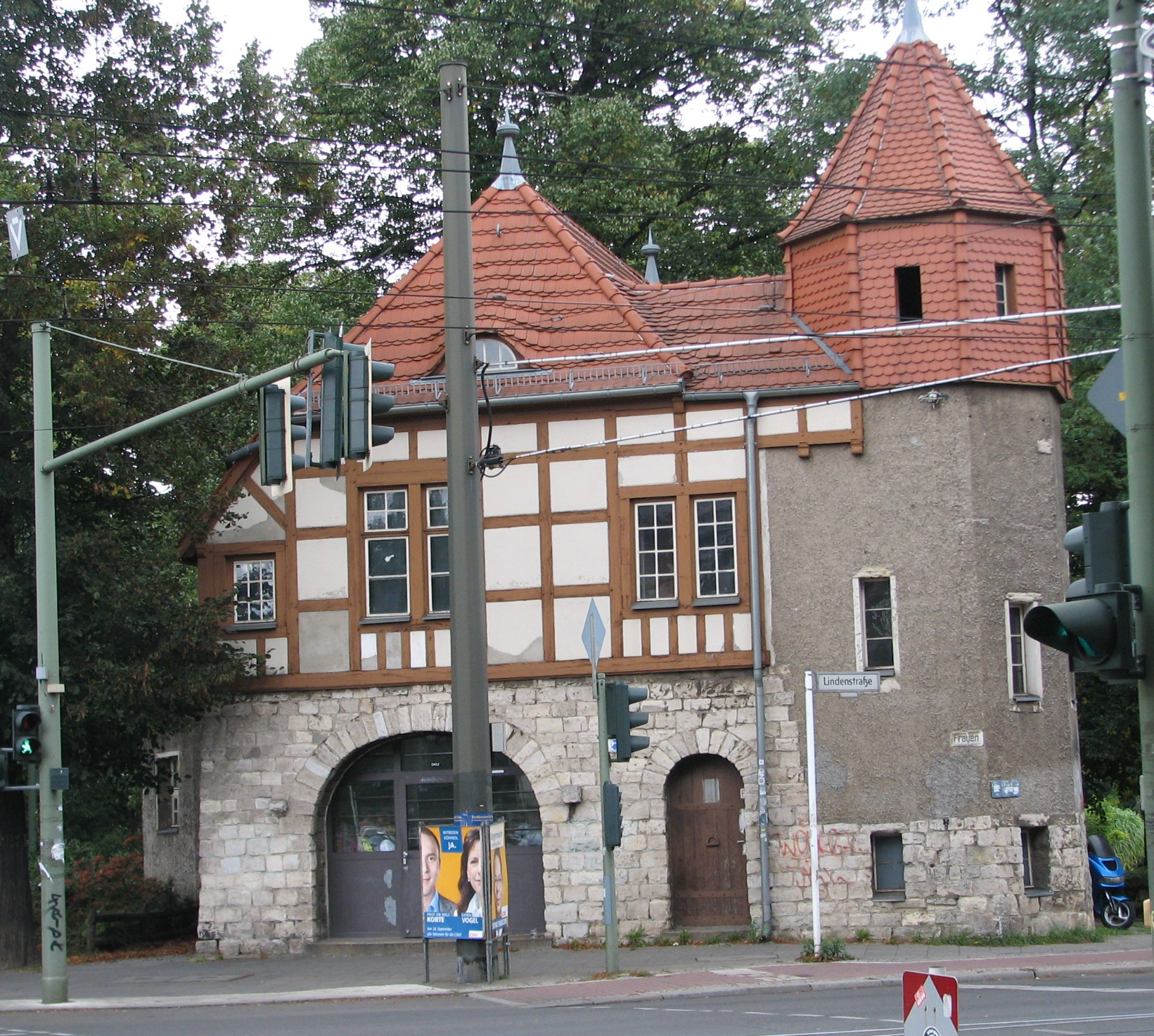
Umformerwerk mit Wartehalle am Platz des 23. April

Die Cöpenicker Straßenbahn war für den Oberleitungsbetrieb mit Bügelstromabnehmern eingerichtet. Die elektrische Ausrüstung hierfür lieferte die AEG, den nötigen Strom bezog die Bahn aus der Zentrale Oberschöneweide der Berliner Elektrizitätswerke. Der Drehstrom wurde an mehrere Unterwerke verteilt, wo die Umwandlung auf 550 Volt Gleichstrom erfolgte. Ein Unterwerk am Platz des 23. April (Bahnhofstraße Ecke Lindenstraße) ist als Baudenkmal erhalten geblieben. In seinem Erdgeschoss befanden sich zusätzlich eine Wartehalle der Straßenbahn und eine Toilettenanlage, die heute nicht mehr genutzt werden. Die Wartehalle diente um 1990 als Räumlichkeit für die Dispatcher der BVB.
Um 1922 wurden die Oberleitungsanlagen für den Betrieb mit Rollenstromabnehmern umgestellt. Nach dem Zweiten Weltkrieg entschieden sich die Berliner Verkehrs-Betriebe zur erneuten Umrüstung auf Bügelbetrieb (Scherenstromabnehmer). Die Umstellung erfolgte in beiden Stadthälften unabhängig voneinander. In Köpenick zog sich dieser Prozess von Oktober 1951 bis Juni 1955 hin.

## Tarif
Für die Pferdebahn galt ab Eröffnung zunächst ein Einheitstarif von 10 Pfennig für die einfache Fahrt, Kinder zahlten die Hälfte. Der Tarif änderte sich mit der Netzausdehnung 1903 nicht, berechtigte aber zum Umsteigen am Schloßplatz an Werktagen.
Nach der Übernahme der Friedrichshagener Straßenbahn gab die SSC Fahrscheine zum Preis von 15 Pfennig (Kinder 10 Pfennig) aus, die für die Fahrt zwischen Cöpenick und Friedrichshagen galten. Innerhalb der Orte blieb der alte Preis bestehen. Für die Verlängerungen nach Mahlsdorf und Grünau galten ebenfalls erhöhte Tarife. Für die Linie vom Bahnhof Grünau zur Fähre gab die SSC besondere Fahrscheine zum Preis von 10 Pfennig (Kinder 5 Pfennig), die auch zur Benutzung der Fähre nach Wendenschloß berechtigten.
Am 3. Januar 1910 trat eine größere Tarifänderung in Kraft. Die Umsteigeberechtigung wurde neben dem Schloßplatz auf die Haltestellen Bahnhof Cöpenick, Bahnhofstraße Ecke Kaiser-Wilhelm-Straße, Friedrichstraße Ecke Seestraße und Mahlsdorf-Süd ausgedehnt, war fortan aber nur gegen einen Aufpreis von 5 Pfennig und ausschließlich an Werktagen erlaubt. Gleichzeitig führte die SSC Monatskarten zu 5,00 Mark (bei maximal zwei Fahrten pro Tag zu 10 Pfennig), Wochenkarten zu 75 Pfennig (bei maximal zwei Fahrten pro Tag zu 10 Pfennig) und Wochenkarten zu 90 Pfennig (bei maximal zwei Fahrten pro Tag auf den übrigen Strecken) ein.
Vermutlich mit Beginn des Ersten Weltkrieges kam ein Einheitstarif von 10 Pfennig zur Anwendung. Er wurde am 1. Juli 1918 auf 15 Pfennig erhöht, ab dem 7. September 1919 lag der Fahrpreis bei 25 Pfennig, ab dem 21. Mai 1920 dann bei 50 Pfennig.
Nach der Übernahme durch die Berliner Straßenbahn blieb auf den Cöpenicker Linien ebenso wie auf der vormaligen Städtischen Straßenbahn Spandau und der Straßenbahn der Gemeinde Heiligensee an der Havel ein gesonderter Vororttarif bestehen. Die Berliner Straßenbahn gab ab dem 15. Januar 1921 einen Übergangsfahrschein zum Preis von 1,20 Mark aus, der am 3. März 1921 auf 1,50 Mark erhöht wurde. Der Einheitstarif lag zur selben Zeit bei mittlerweile 80 Pfennig, Umsteiger zahlten innerhalb Cöpenicks 1,00 Mark.
Der Umsteigefahrschein kostete ab dem 1. Dezember 1921 1,50 Mark, Fahrkarten für die einfache Fahrt innerhalb Cöpenicks gab die BSt hingegen nicht mehr aus. An ihre Stelle traten Sammelkarten für acht Fahrten zum Gesamtpreis von 10,00 Mark, ab dem 4. Februar 1922 zum Preis von 14,00 Mark, am 13. April 1922 lag der Preis bei 22,00 Mark. Ab dem 22. Juni 1922 gab die BSt wieder Einzelfahrscheine für die Vorortbahnen aus, der Fahrpreis lag bei der Einführung bei 3,00 Mark und stieg bis zum 23. September 1922 auf 8,00 Mark an.
Die Erhöhungen fanden ab dieser Zeit in immer kürzer werdenden Abständen statt, so dass die BSt bald darauf verzichtete, die Fahrpreise auf den Fahrkarten anzugeben. Einen Monat nach dem Zusammenbruch der Berliner Straßenbahn am 8. September 1923 führte die neue Berliner Straßenbahn-Betriebs-Gesellschaft einen neuen Einheitstarif ein, der Sondertarif wurde gleichzeitig aufgehoben.

## Fahrzeuge

### Allgemeines

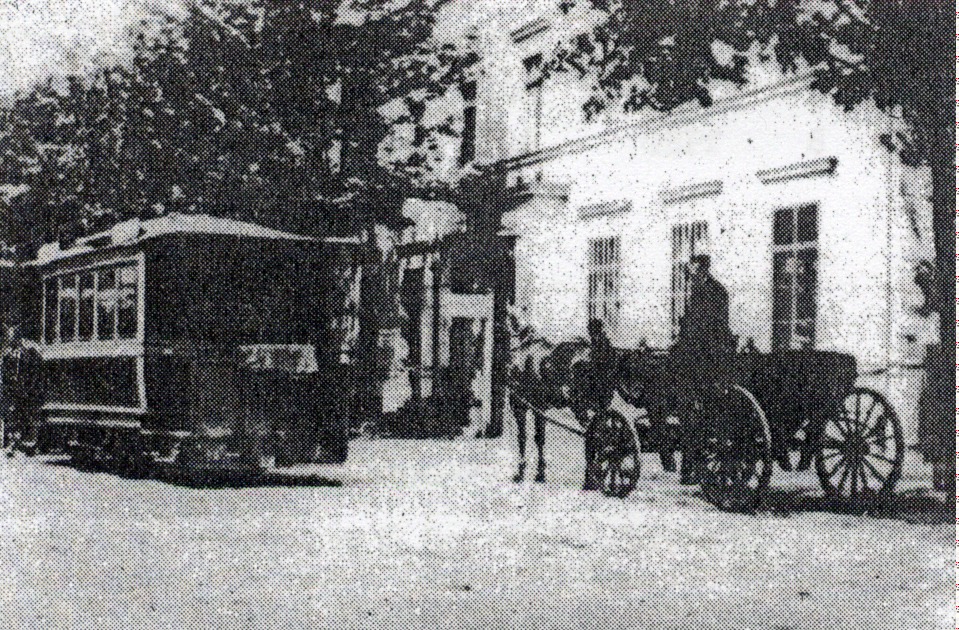
Wagen 4 kam gebraucht von der NBPf

Der Wagenpark der Cöpenicker Straßenbahn setzte sich ausschließlich aus zweiachsigen Fahrzeugen zusammen. Insgesamt kamen 61 Fahrzeuge zum Einsatz, davon sieben Pferdebahnwagen, 32 Triebwagen, 24 Beiwagen sowie ein Arbeitstriebwagen. Drei Pferdebahnwagen wurden 1903 für den elektrischen Betrieb umgerüstet. Die Wagen verfügten über elektrische Bremse und waren über Rundstangen miteinander gekuppelt.
Die Wagen erhielten zunächst eine zweifarbige Lackierung in elfenbein mit tannengrünen Seitenwänden unterhalb der Fenster. Mittig an den Seitenwänden sowie an den Wagenenden war die Wagennummer angeschrieben. Darunter war der Schriftzug Cöpenicker Strassenbahn angeschrieben. Ab Februar 1912 wurden die Wagen komplett in elfenbein lackiert. Anstelle der seitlich angebrachten Wagennummer prangte das Stadtwappen Cöpenicks. Der Schriftzug wurde in Städtische Strassenbahn Cöpenick abgeändert.

### Entwicklung

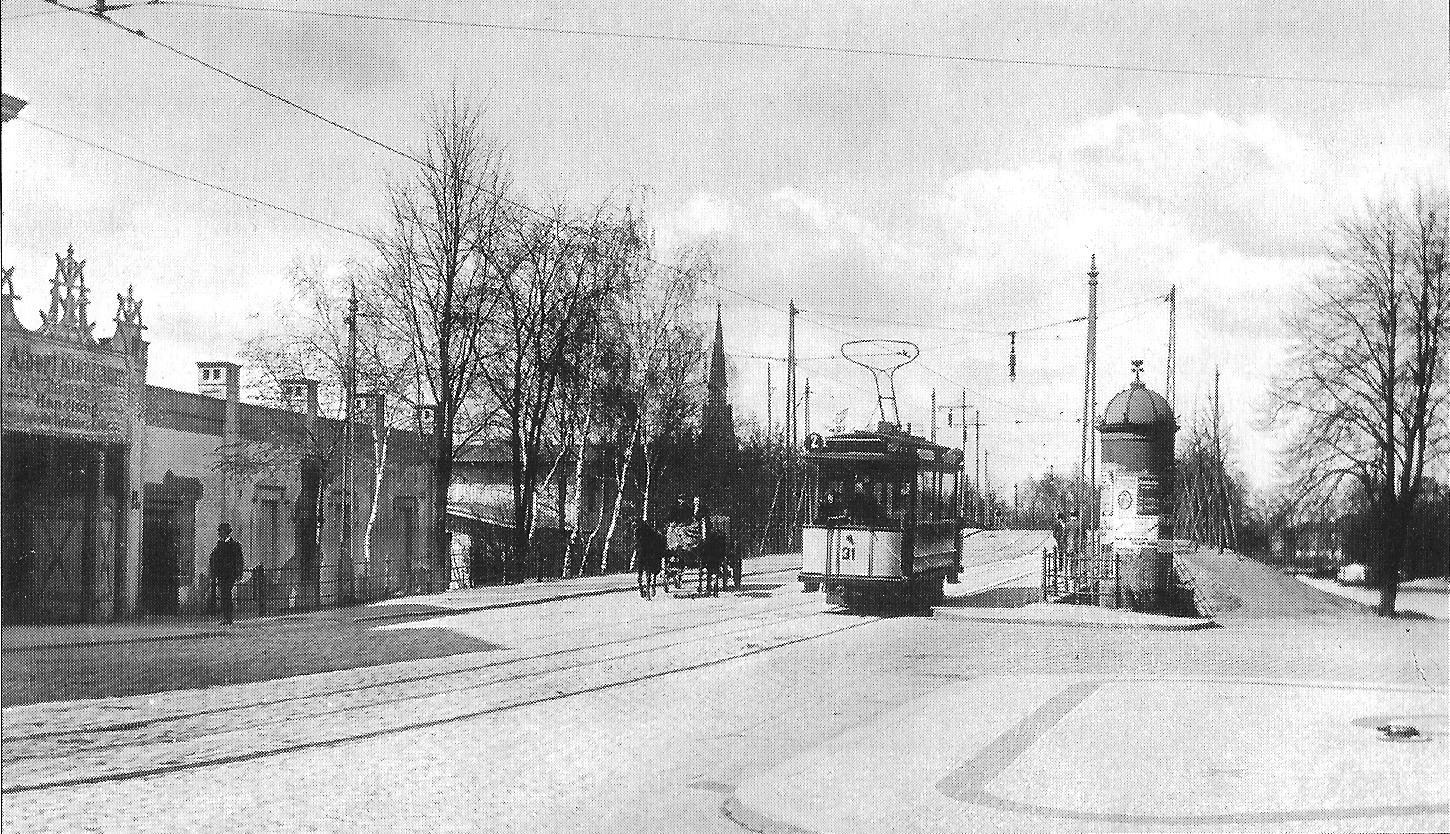
Triebwagen 31 im Jahr 1911 auf dem Weg zur Dammbrücke

Die Pferdebahnwagen übernahm die CPfE gebraucht von der Neuen Berliner Pferdebahn (NBPf) sowie von der Großen Berliner Pferde-Eisenbahn (GBPfE). Zwei der NBPf-Wagen waren zuvor als Perambulatorwagen für den gemischten Betrieb auf Schiene und Straße im Einsatz. Bis auf einen zweispännigen Decksitzwagen handelte es sich um einspännige Eindecker. Die Wagen 5 bis 7 wurden nach 1903 unter den neuen Nummern 11 bis 13 weitergenutzt.
1903 bestellte die CPfE/SSC zehn dreifenstrige Trieb- sowie zwei achtfenstrige Beiwagen bei der Waggonfabrik Act. Ges. vorm. P. Herbrand & Cie. in Köln-Ehrenfeld. Die Triebwagen hatten Fahrgestelle des Typs Neu-Berolina und ähnelten somit den zur gleichen Zeit von der Großen Berliner Straßenbahn eingesetzten Berolina-Wagen. Die Beiwagen waren als so genannte Sommer-Winter-Wagen mit herausnehmbaren Fensterscheiben konzipiert.
Mit dem stetigen Netzausbau wächst auch der Wagenbestand kontinuierlich an. Lieferant war bevorzugt die Waggonfabrik Herbrand, deren dreifenstrige Trieb- und Beiwagen sich wagenbaulich ähnelten. Die Wagen hatten offene Einstiegsplattformen, 1907 erhielt ein Triebwagen nachträglich eine Verglasung.
1912/13 lieferte Lindner in Halle-Ammendorf nochmals acht Trieb- und zwei sechsfenstrige Beiwagen mit geschlossenen Plattformen. Im gleichen Jahr nahm die SSC einen Sprengtriebwagen zur Reinigung der Rillenschienen in Betrieb, der ab 1914 auch auf den unbefestigten Strecken eingesetzt werden konnte.
Ein weiter Einzelgänger war Beiwagen 40. Der Metropol-Wagen war 1899 bei Herbrand gebaut worden und bis 1906 bei der Friedrichshagener Straßenbahn im Einsatz. Er wurde als einziger Wagen von der Cöpenicker Straßenbahn übernommen und 1925 ausgemustert.

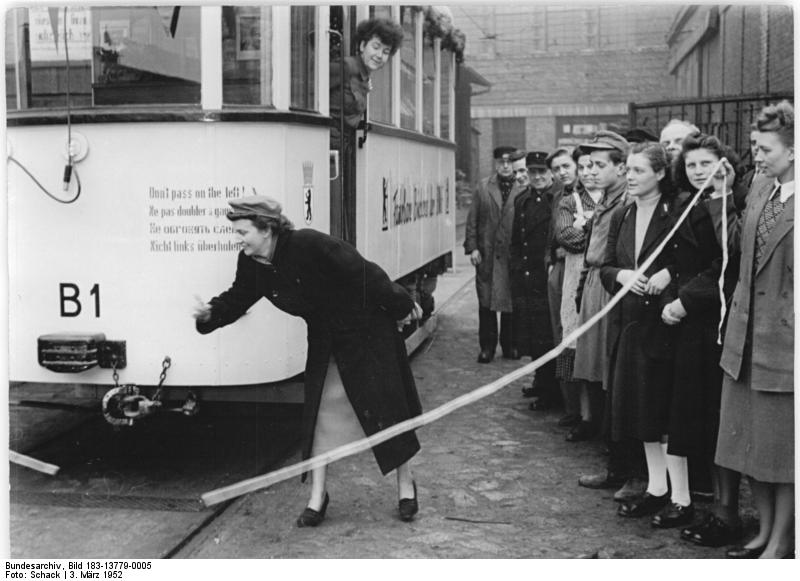
Einweihung des Büchereiwagens B1 im Jahr 1952

Sämtliche Wagen gingen 1920 in den Bestand der BSt über und erhielten neue Wagennummern. Die Triebwagen liefen zunächst unter den Nummern 4199 bis 4222 weiter, die Beiwagen mit den Nummern 1554 bis 1577. Ein Großteil der Triebwagen wurde während der 1920er Jahre zu Beiwagen umgebaut, die übrigen gingen in den Arbeitswagenbestand über. Bis Anfang der 1930er Jahre waren die meisten Cöpenicker Wagen ausgemustert. Der Saugwagen A62 (ex SSC 57) wurde im Zweiten Weltkrieg zerstört, möglicherweise wurden noch verwendbare Teile des Wagens für den Aufbau des Saugwagens A29II genutzt. Der Arbeitstriebwagen A165 entstammte der 1913 von Lindner gelieferten Serie und war ab 1952 einer von zwei fahrbaren Büchereiwagen der Berliner Verkehrs-Betriebe. Er wurde 1974 außer Dienst gestellt.

### Fahrzeugübersicht
Die nachfolgende Tabelle gibt eine tabellarische Übersicht über die von der CPfE beziehungsweise SSC eingesetzten Fahrzeuge. Soweit vorhanden werden Baujahr, Hersteller, die Wagennummer, Anzahl der Seitenfenster zwischen den Plattformen, die Achsanzahl sowie die Wagennummer bei der BSt angegeben. In der Spalte Bemerkungen werden weitere Informationen sowie der Verbleib der Fahrzeuge angegeben. In der Tabelle werden zuerst Pferdebahnwagen, dann die elektrischen Trieb- und Beiwagen mit aufsteigender Nummerierung aufgelistet.
| Baujahr | Hersteller                | CPfE/SSC- Nummern | Fenster | Achsen | BSt-Nummern (ab 1920) | Bemerkungen |
| ------- | ------------------------- | ----------------- | ------- | ------ | --------------------- | --- |
| 1876    | Hamburger Wagenbauanstalt | 1+2               | 5       | 2×     | –                     | Einspänner, ex NBPf 2+3; 1901/03 ausgemustert                                                                       |
| 1882    | Herbrand                  | 3                 | 6       | 2×     | –                     | Decksitzwagen; ex NBPf 72; 1903 ausgemustert                                                                        |
| 1881    |                           | 4                 | 5       | 2×     | –                     | Einspänner, ex GBPfE; 1903 ausgemustert                                                                             |
| 1884    | Herbrand                  | 5–7               | 4       | 2×     | 1554–1556             | Einspänner, ex GBPfE; 1903 zu Bw 11–13 umgebaut (s. u.)                                                             |
|         |                           |                   |         |        |                       | |
| 1903    | Herbrand                  | 01–10             | 3       | 2×     | 4191–4200             | 1925 Umbau zu Bw 1769+1770, Bw 1828–1832 und A275–A277                                                              |
| 1906/07 | Herbrand                  | 24–37             | 3       | 2×     | 4201–4214             | 1925 Umbau zu Bw 1771–1774, Bw 1827, Bw 1833+1834, A49 und Bw 1835–1840                                             |
| 1912/13 | Lindner                   | 49–56             | 6       | 2×     | 4215–4222             | 1925 Umbau zu ATw (u. a. A148, A149, A152, A164, A165); 1952 Umbau von A165 zum Büchereiwagen B1, 1974 ausgemustert |
| 1913    |                           | 57                |         | 2×     | A62                   | Sprengtriebwagen; Kriegsverlust                                                                                     |
|         |                           |                   |         |        |                       | |
| 1884    | Herbrand                  | 11–13             |         | 2×     | 1554–1556             | ex CPfE 5–7; 1925 ausgemustert (s. o.)                                                                              |
| 1903    | Herbrand                  | 14+15             | 8       | 2×     | 1557+1558             | 1928 ausgemustert                                                                                                   |
| 1906    | Herbrand                  | 16–19             | 3       | 2×     | 1559–1562             | 1925/26 ausgemustert                                                                                                |
| 1906    | Herbrand                  | 20–23             | 3       | 2×     | 1563–1566             | 1925/26 ausgemustert                                                                                                |
| 1907    | Herbrand                  | 38+39             | 3       | 2×     | 1567+1568             | 1926 ausgemustert                                                                                                   |
| 1899    | Herbrand                  | 40                | 5       | 2×     | 1569                  | ex Friedrichshagen 7; 1925 ausgemustert                                                                             |
| 1912    | Herbrand                  | 41–46             | 3       | 2×     | 1570–1575             | 1925 ausgemustert                                                                                                   |
| 1913    | Lindner                   | 47+48             | 6       | 2×     | 1576–1577             | 1929 ausgemustert                                                                                                   |

### Historischer Triebwagen

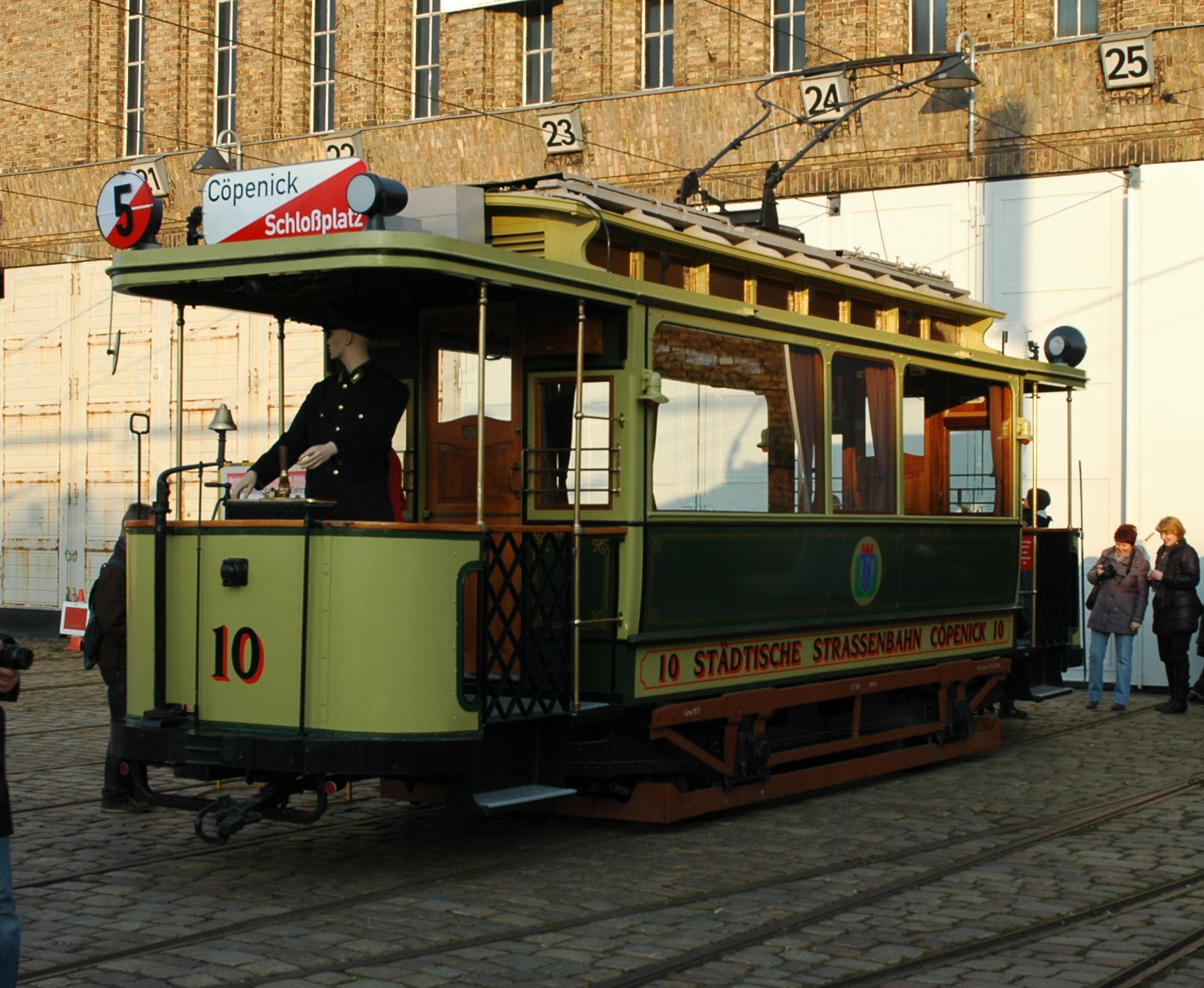
Nachbau des Triebwagens 10 vor dem Betriebshof Niederschönhausen, 2011

Von den Fahrzeugen des SSC ist keines erhalten geblieben. Als historisches Fahrzeug des Denkmalpflege-Verein Nahverkehr Berlin ist ein Nachbau des Triebwagen 10 vorhanden, der zuletzt als Arbeitstriebwagen A277 fuhr. Als Spenderwagen diente der Arbeitstriebwagen A277II, ein ehemaliger U3l-Wagen, der Anfang der 1920er Jahre aus einem Berolina-Triebwagen umgebaut wurde. Er hat somit in etwa die gleichen Maße wie der Cöpenicker Triebwagen. Am 21. Juni 1969 wurde er anlässlich der Festwoche „Köpenicker Sommer“ als erster Traditionswagen vorgestellt. Das völlig abweichende Laufgestell der Originalbauart wurde durch hell lackierte Blenden auf beiden Seiten nachgebildet. Der Triebwagen ist fahrfähig und wird bei diversen Sonderfahrten eingesetzt.